# Adeliella olivieri
Adeliella olivieri is een vlokreeftensoort. De wetenschappelijke naam van de soort is voor het eerst geldig gepubliceerd in 1975 door De Broyer.